# Lavans-lès-Saint-Claude
Lavans-lès-Saint-Claude är en kommun i departementet Jura i regionen Bourgogne-Franche-Comté i östra Frankrike. Kommunen ligger i kantonen Saint-Claude som tillhör arrondissementet Saint-Claude. År 2018 hade Lavans-lès-Saint-Claude 1 790 invånare.

## Befolkningsutveckling
Antalet invånare i kommunen Lavans-lès-Saint-Claude
Referens:INSEE